# Home (Chris de Burgh)
Home is een muziekalbum van Chris de Burgh. Het bevat relatief onbekende, maar wel uitgegeven liedjes van de Ier, die hij in een meer akoestisch jasje stak. De opnamen voor het album, dat verscheen op zijn eigen platenlabel Ferryman Productions, vonden bij De Burgh thuis plaats in Enniskerry, Ierland.
Het album was alleen in de Duits sprekende landen dermate populair dat het enigszins in de albumlijsten klom. In België schampte het de albumlijst op plaats 199, maar die lijst voert dan ook 200 titels. In Engeland haalde het een 92e plaats (1 week notering). Nederland liet geen notering zien.

## Musici
- Chris de Burgh – zang, akoestische gitaar, piano
- Nigel Hopkins – toetsinstrumenten, accordeon, arrangementen
- Phil Palmer, Neil Taylor – gitaar
- Tony Kiley – percussie
- David Levy – basgitaar
- Chris Porter – achtergrondzang
- Steve Sidwell – trompet

## Muziek
| Nr. | Titel                     | Duur |
| --- | ------------------------- | ---- |
| 1.  | Waiting for the hurricane | 2:59 |
| 2.  | Tender hands              | 3:59 |
| 3.  | Fatal hesitation          | 3:30 |
| 4.  | Love and time             | 4:10 |
| 5.  | Sailor                    | 4:03 |
| 6.  | Living on the island      | 2:51 |
| 7.  | It’s such a long way home | 3:04 |
| 8.  | Where we will be going    | 4:19 |
| 9.  | Forevermore               | 3:20 |
| 10. | Fire on the water         | 3:03 |
| 11. | Suddenly love             | 3:12 |
| 12. | I will                    | 3:10 |
| 13. | I’m not scared anymore    | 3:43 |
| 14. | Goodnight                 | 2:18 |